# Укэлаят
Укэлаят — река на северо-востоке Корякского нагорья, находится в Олюторском районе Камчатского края России. Длина реки 188 км, площадь водосборного бассейна — 6820 км².
Течет почти строго с запада на восток в межгорной впадине, ограниченной с юга хребтом Укэлаят и с севера хребтом Пикась. В бассейне реки расположено 248 ледников различных типов (преимущественной каровых), общей площадью 68,4 км², которые и питают реку. Большинство ледников расположено в карах и троговых долинах северной экспозиции в верховьях Укэлаята и его правых притоков (Укэлаят Правый, Куэстовая, Мирная, Ледниковая). Долинный ледник «Сложный» (№ 43 по Каталогу) имеет длину 4,1 км и объем 4,4 км².
Впадает в бухту Дежнёва Берингова моря. Ширина долины плавно меняется от 2 км в верховьях до 7 км в нижнем течении, долина троговая, с плоским дном и террасами различного уровня, русло непостоянное, с множеством переплетающихся проток и временных островов, в нижней трети течения делится на два параллельных основных потока — Укэлаят и Малый Укэлаят, образующих удлиненную дельту. В приморской части меандрирует. По крутизне продольного профиля разделяется на три участка: нижнего течения (от устья до начала протоки Малый Укэлаят), который имеет уклон 1-3 м/км, среднего течения с уклоном 4-10 м/км (до устья реки Куэстовой), и верхнего (до истоков реки) с уклоном 11-15 м/км. Глубина реки от 0,5 — 0,7 м (в верхней трети долины) до 1,2 — 1,7 м в в средней и нижней частях, в устье местами до 3 м.
Название (искаженное Вуквылгаят), предположительно означает «камнепадная» корякское — в’ыквылг'- 'каменистый'+ -аят 'падать'. Другой зафиксированный вариант названия — Укилан — происходит из языка коренного населения этих мест — кереков, его значение не установлено.

## Притоки
Объекты перечислены по порядку от устья к истоку.
- 16 км: Прохладная
- 19 км: Ыемукваям
- 31 км: Майгекельгытон
- 41 км: Кайкельгытон
- 50 км: река без названия
- 58 км: река без названия
- 65 км: Малая Укэлаят
- 67 км: река без названия
- 70 км: Пикасьваям
- 83 км: Каимканяу
- 86 км: река без названия
- 88 км: река без названия
- 97 км: река без названия
- 104 км: Апокаматкын
- 111 км: Ледниковая
- 122 км: река без названия
- 125,1 км: река без названия
- 125,3 км: река без названия
- 133 км: река без названия
- 144 км: река без названия
- 154 км: река без названия
- 161 км: река без названия
- 164 км: река без названия
- 165 км: Укэлаят Правая

## Данные водного реестра
По данным государственного водного реестра России относится к Анадыро-Колымскому бассейновому округу.